# Spina (botanica)
(Khalil Gibran)

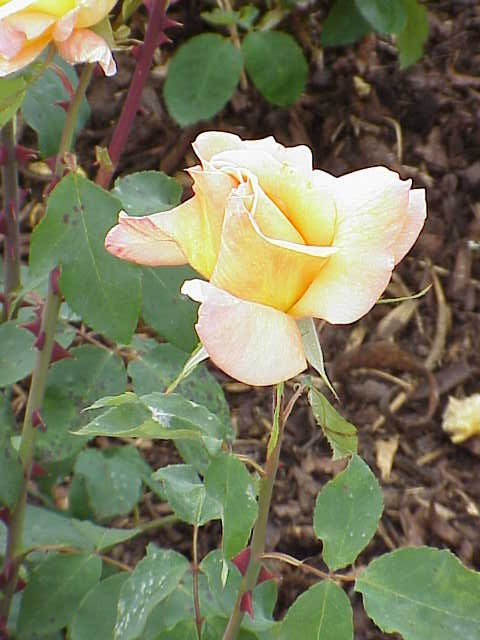
Spine di rosa

Una spina è una rigida protuberanza, appuntita e spesso lacerante, che fuoriesce dalla superficie di numerose piante. È bene distinguere che le sottili e rigide punte aghiformi dei cactus sono in realtà foglie modificate e che le sporgenze più o meno grosse, carnose e acuminate di alcuni arbusti, come le rose, sono aculei.

La presenza di spine assume quindi la funzione di regolare la traspirazione soprattutto in habitat aridi. Esse assumono anche una funzione difensiva verso gli attacchi dei predatori e benché, in generale, le spine siano un meccanismo di difesa passiva, in alcune specie possono essere vuote e contenere al loro interno sostanze tossiche, urticanti o nocive che possono causare all'aggressore una sofferenza più o meno durevole se non anche una paralisi.

## Suddivisioni
La terminologia per indicare le diverse forme che possono assumere queste strutture appuntite non è mai stata chiaramente definita, tuttavia se ne possono distinguere alcuni modelli per la specificità della loro origine:
- radici spinose, sono delle radici avventizie presenti in alcune piante epifite o alcune palme;
- spine caulinari, si tratta di protuberanze ascellari presenti dove la zona vegetativa è abortita prematuramente e le foglie e le gemme laterali ad essa collegate si sono ridotte; subiscono una forte lignificazione che conferisce loro grande durezza e, per questo, divengono i più comuni organi di protezione contro gli erbivori; sono frequenti su numerosi arbusti e alberi delle regioni aride; esempio il prugnolo prunus spinosa, il giuggiolo (Ziziphus jujuba), la marruca (Paliurus spina-christi), il biancospino (Crataegus monogyna);
- dardi, si tratta di escrescenze parenchimatiche corticali; si trovano per esempio sulle rose, e sono più carnose ma meno resistenti delle spine caulinari, sono tipiche dei rovi (Rubus fruticosus e Rubus ulmifolius);
- spine da foglie, si tratta di un adattamento delle foglie il cui lembo non si sviluppa, lo sclerenchima è abbondante e la lignificazione è molto frequente; troviamo queste strutture ad esempio sul crespino (Berberis vulgaris);
- spine da stipole, le stipole possono subire la stessa modificazione che abbiamo visto per le foglie le quali conservano il loro ruolo primario, tipiche della robinia (Robinia pseudoacacia).

## Utilità
Gli arbusti spinosi sono molto utili per creare siepi difensive lungo i confini degli appezzamenti, perché con il tempo creano barriere impenetrabili contro gli intrusi. Sono utilizzati anche come siepi interpoderali per riparare dalla fauna selvatica le colture.

## Galleria d'immagini

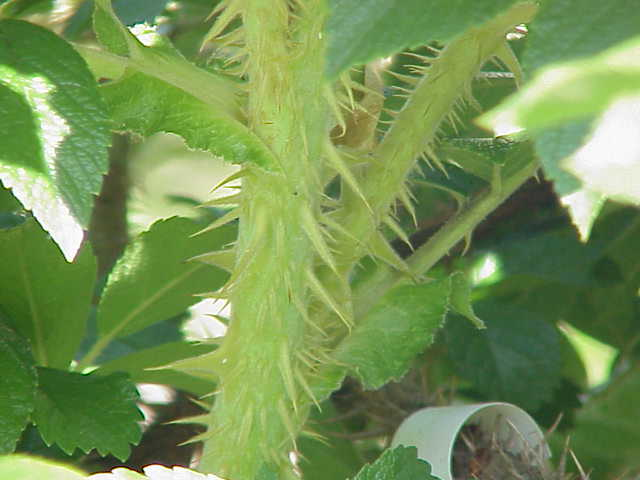
Spine da escrescenze epidermiche in Rosa
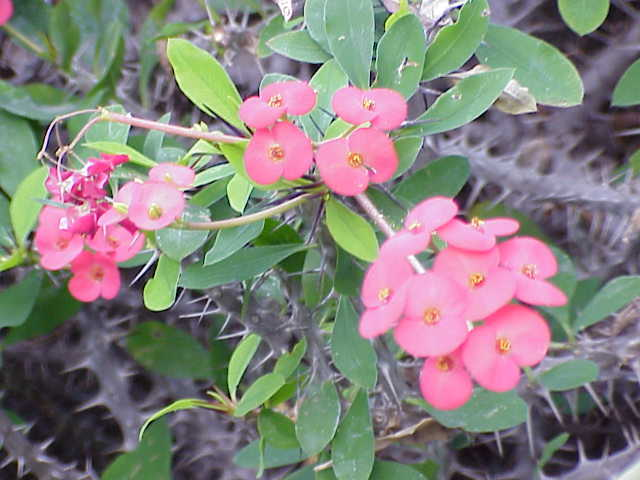
Spine in Euphorbia milii
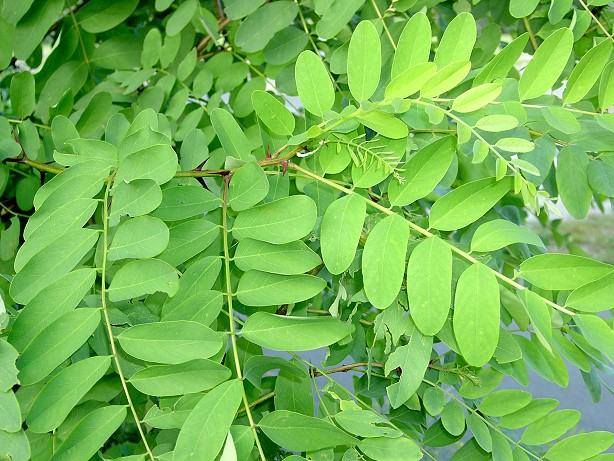
Spine da stipole in Robinia (nel centro della foto)
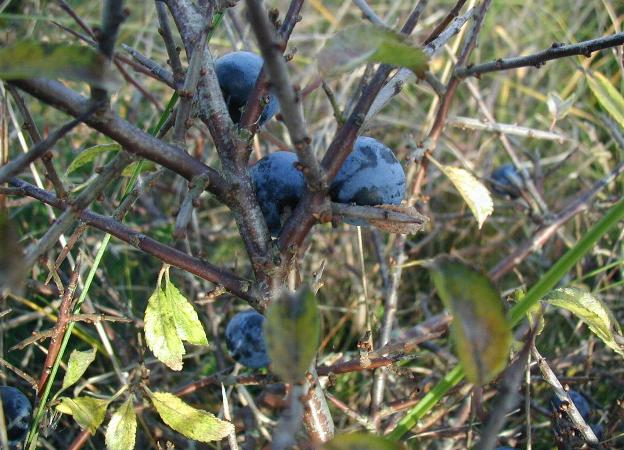
Spine legnose in Prunus
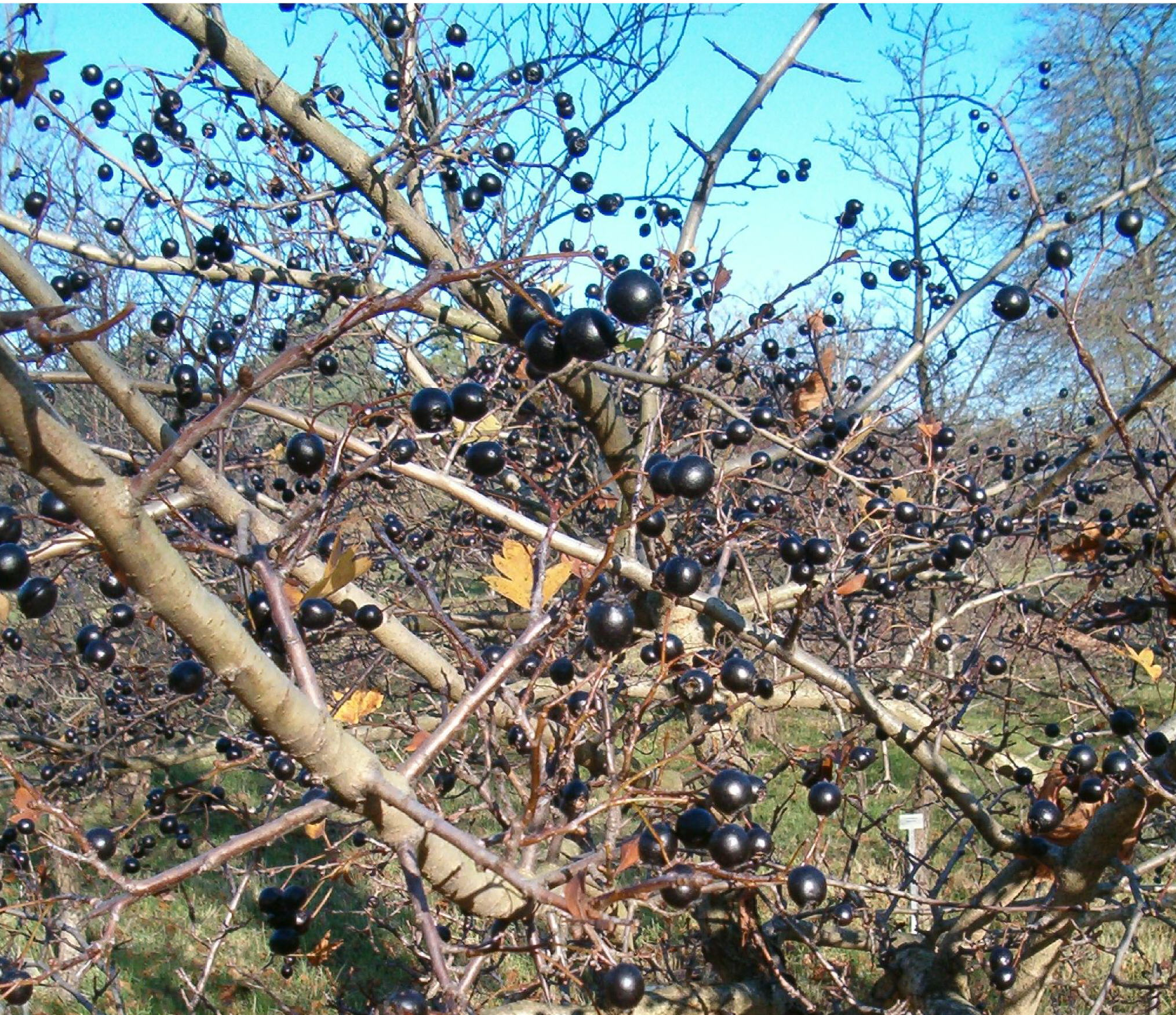
Spine legnose in Crataegus
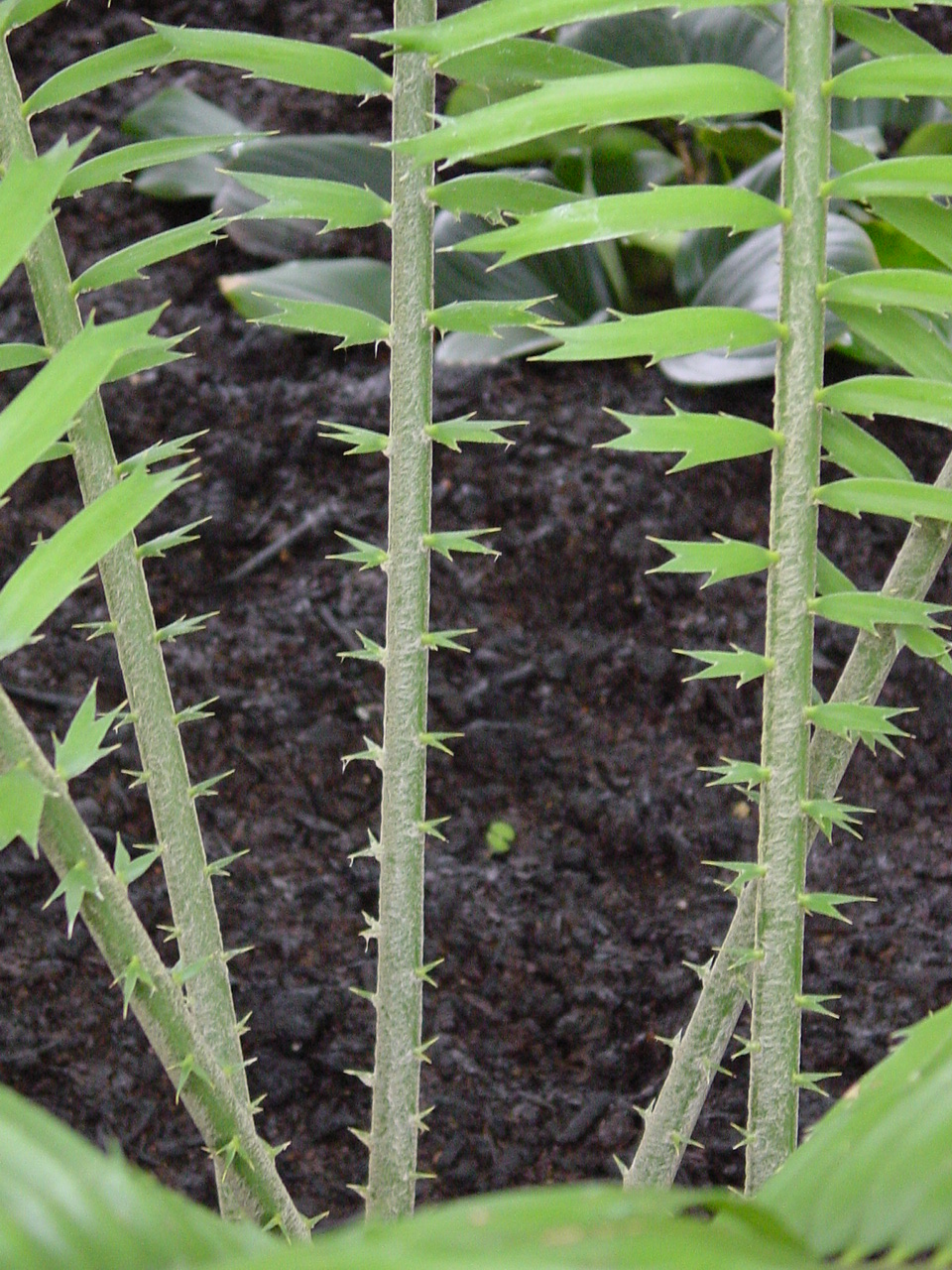
Spine di Encephalartos ferox
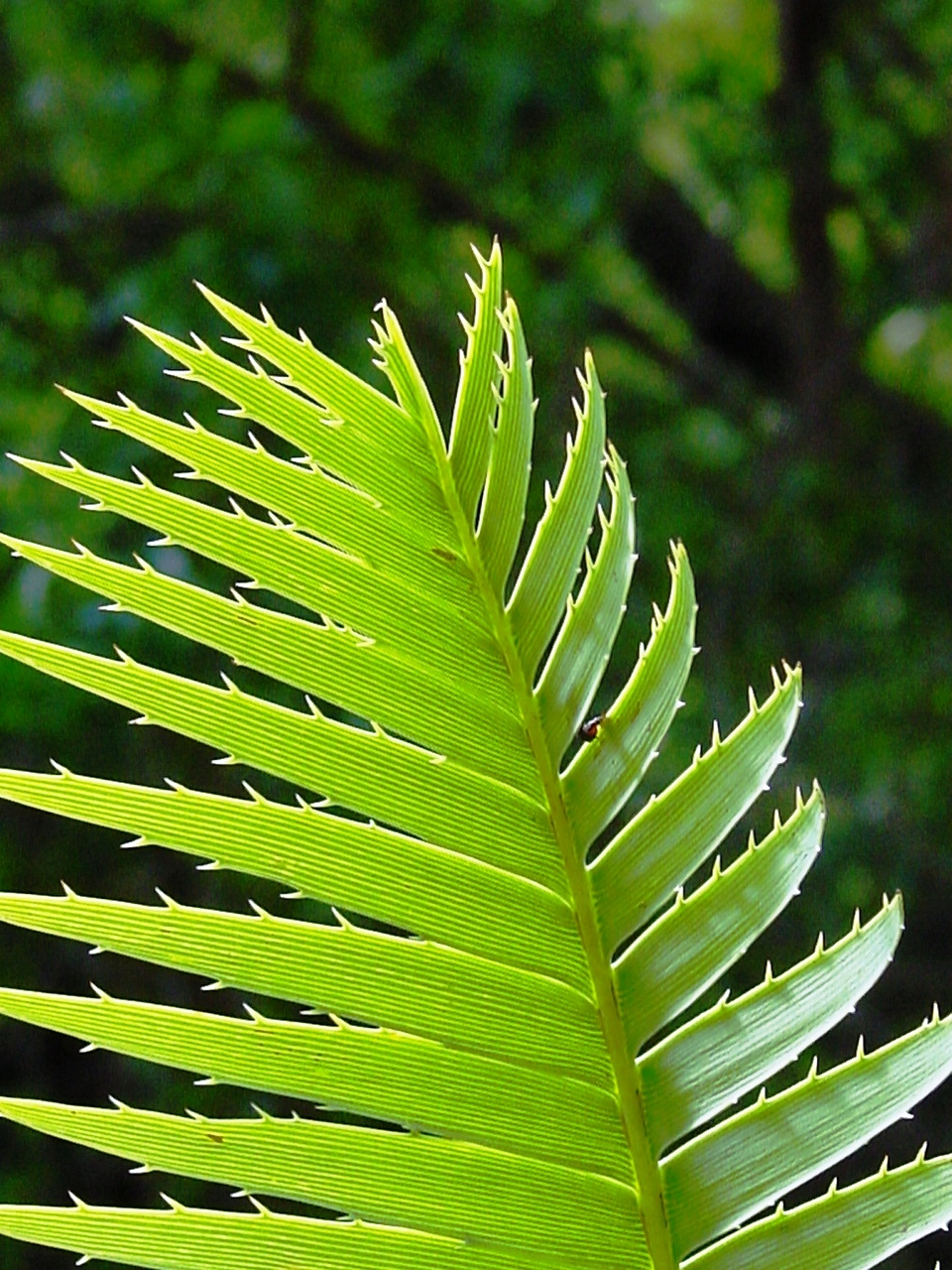
Spine di Dioon spinulosum
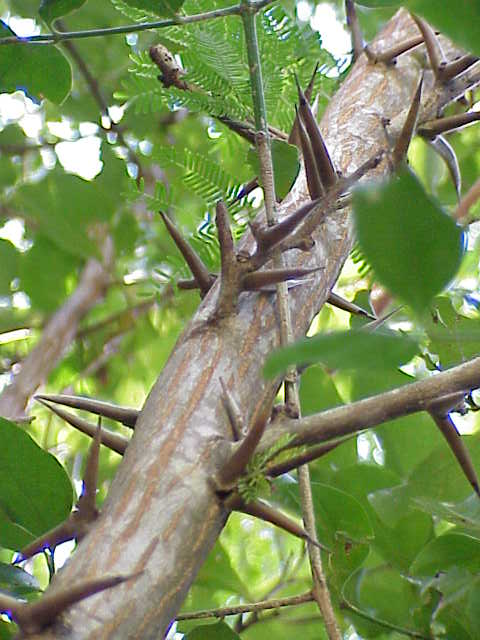
Spine di Acacia collinsii

## Cactus
Le spine dei cactus sono caratteristiche del notevole adattamento ad ambienti aridi; la loro struttura parzialmente vuota consente loro, allo stesso tempo, rigidità e leggerezza.

Queste spine cave permettono da un lato la protezione della pianta dal calore, in quanto i raggi del sole non possono riscaldarla quanto la riscalderebbero se la superficie esterna fosse uniforme e, tuttavia, consentono all'acqua della pioggia o di condensazione di raggiungere tale superficie limitandone le perdite idriche.
|  |  |  |  |  |